# Ernst Daniel August Bartels
Ernst Daniel August Bartels (28. prosince 1778, Brunšvik – 4. června 1838, Berlín) byl německý lékař a vysokoškolský profesor. V letech 1816–1817 působil jako rektor na vratislavské Leopoldině.

## Životopis
Narodil se roku 1778 v Brunšviku, kde prožil své dětství a mládí. Na místní vysoké škole Collegium Carolinum také vystudoval Lékařství. Doktorský stupeň vzdělání získal roku 1801 na Jenské univerzitě a habilitaci o dva roky později na Helmstedtské univerzitě. Po studiích získal místo na Helmstedtské klinice. Roku 1805 odešel do Erlanků, kde se stal profesorem medicíny a porodnictví. O pět let později se přestěhoval do Marburgu.
Od roku 1811 působí jako profesor na univerzitě ve Vratislavi. V letech 1816–1817 byl rektorem této univerzity. Roku 1821 se vrátil do Marburgu a nastoupil na místo ředitele tamní kliniky.
Od roku 1828 byl ředitelem berlínské kliniky Charité a členem vědecké rady místní Univerzity Fridricha Viléma. Zemřel v Berlíně roku 1838.